# Ixtalpa
Ixtalpa är en ort i Mexiko.   Den ligger i kommunen Del Nayar och delstaten Nayarit, i den centrala delen av landet, 600 km nordväst om huvudstaden Mexico City. Ixtalpa ligger 490 meter över havet och antalet invånare är 183.
Terrängen runt Ixtalpa är huvudsakligen kuperad. Ixtalpa ligger nere i en dal. Runt Ixtalpa är det mycket glesbefolkat, med 5 invånare per kvadratkilometer. Närmaste större samhälle är Bancos de Calitique, 16,6 km nordost om Ixtalpa. I omgivningarna runt Ixtalpa växer huvudsakligen savannskog.